# Cytophagaceae
Die Cytophagaceae sind eine Familie von Bakterien. Die Typusgattung ist Cytophaga.

## Erscheinungsbild
Viele Arten sind stäbchenförmig und durch Gleiten beweglich. Einige Arten, wie zum Beispiel von Flectobacillus können Filamente bilden. Der Gram-Test ist negativ. Arten von Sporocytophaga bilden Ruhestadien, sogenannte Mikrocysten. Sie ähneln den Ruhestadien der Myxobakterien.

## Stoffwechsel
Die Arten sind in der Regel strikt aerob, also auf Sauerstoff zur Atmung angewiesen. Einige können allerdings auch mikroaerob oder anaerob wachsen, zum Beispiel Arten von Meniscus. Der Stoffwechsel ist chemoorganotroph. Arten von Sporocytophaga und Cytophaga sind wichtig für die bakterielle Zersetzung von Cellulose an gut mit Sauerstoff versorgten (oxischen) Standorten. Bei der Zersetzung von Cellulose haften sich die Bakterien an die Fasern von Cellulose an. Das Enzym (Cellulase) bleibt an der Zellwand verbunden, freie, lösliche Enzyme für den Abbau werden nicht gebildet. Cellulose wird nur von wenigen Gruppen von Organismen umgesetzt, wichtig sind hierfür neben Bakterien vor allem Pilze.

## Pathogenität
Einige früher zu Cytophaga gezählten Arten sind pathogen (Krankheitserreger) für Fische. Die nun als Flavobacterium columnare geführte Art ist für die sogenannte Columnariskrankheit verantwortlich, die Art Cytophaga psychrophila, jetzt als Flavobacterium psychrophilus bezeichnet, ist Erreger der Kaltwasserkrankheit.

## Systematik
Die Familie Cytophagaceae wurde von Roger Yate Stanier 1940 eingeführt. Zuerst enthielt sie nur die eine Gattung Cytophaga. Später wurde sie aufgrund von 16S-rRNA-Analysen stark erweitert. Die hierbei eingeführten Gattungen Capnocytophaga, Chitinophaga und Flexithrix wurden danach nochmal umgestellt und zwar jeweils zu den Familien Flavobacteriaceae, Chitinophagaceae und Flammeovirgaceae gestellt.
Es folgt eine Auswahl von Gattungen der Cytophagaceae:
- Adhaeribacter Rickard et al. 2005
- Aquirufa Pitt et al. 2019
- Cytophaga Winogradsky 1929
- Dyadobacter Chelius and Triplett 2000
- Flectobacillus Larkin et al. 1977
- Flexibacter Soriano 1945
- Hymenobacter Hirsch et al. 1999
- Larkinella Vancanneyt et al. 2006
- Meniscus Irgens 1977
- Pontibacter Nedashkovskaya et al. 2005
- Runella Larkin und Williams 1978
- Siphonobacter Táncsics et al. 2010
- Sporocytophaga Stanier 1940